# Karel Pinxten
 (mai 2022).
Si vous disposez d'ouvrages ou d'articles de référence ou si vous connaissez des sites web de qualité traitant du thème abordé ici, merci de compléter l'article en donnant les références utiles à sa vérifiabilité et en les liant à la section « Notes et références ».
Karel Alfons Hugo Arnold Maria Pinxten, né le 19 juillet 1952 à Overpelt, est un homme politique belge flamand, membre de l'Open Vlaamse Liberalen en Democraten (OpenVLD) (depuis 2002), auparavant membre du Christelijke Volkspartij (CVP).
Il est candidat en droit (UFSIA), licencié en sciences économiques (KUL), master of Philosophy in Economics (Cambridge); Ancien auditeur à la Cour des comptes.
Ministre de l'Agriculture et des PME dans le gouvernement Dehaene II (1995-1999), il doit démissionner le 1er juin 1999 à la suite de la crise de la dioxine. Cette affaire, avec l'Affaire Dutroux de 1998, affaiblira grandement les chrétiens-démocrates, provoquant un revers majeur lors des élections législatives fédérales du 13 juin 1999, les poussant hors du pouvoir, une première depuis 1958.
Commandeur de l’Ordre de Léopold. Baron (2015).
De 2006 à 2018, il est auditeur de la Cour des comptes européenne. En 2021, la Cour de justice de l'Union européenne le condamne pour des malversations financières et des conflits d'intérêts. Il est déchu des deux tiers de sa pension et condamné, en 2024, à rembourser plus de 130 000 euros à la Cour des comptes.

## Fonctions politiques
- 1989-1991 : député au Parlement européen.
- 1995-1999 : ministre de l'Agriculture et des Petites et Moyennes Entreprises.
- 1994-1995 : ministre de la Défense nationale.
- 1983-2006 : bourgmestre d'Overpelt.
- Député fédéral :
  - du 24 novembre 1991 au 18 mai 2003 remplacé du 28 juin 1995 au 1er juin 1999
  - du 18 mai 2003 au 28 février 2006.